# تیری آمبروز
تیری آمبروز (فرانسوی: Thierry Ambrose‎؛ زادهٔ ۲۸ مارس ۱۹۹۷) بازیکن فوتبال اهل فرانسه است.
از باشگاه‌هایی که در آن بازی کرده‌است می‌توان به باشگاه فوتبال لانس، باشگاه فوتبال متس، باشگاه فوتبال ناک بردا، و باشگاه فوتبال منچستر سیتی اشاره کرد.
وی همچنین در تیم‌های ملی فوتبال France national under-16 football team، زیر ۱۷ سال فرانسه، زیر ۱۸ سال فرانسه، زیر ۱۹ سال فرانسه و تیم ملی فوتبال گوادلوپ بازی کرده‌است.